# Comamonas terrae
Comamonas terrae es una especie de bacteria gramnegativa del género Comamonas. Fue descrita en el año 2012. Su etimología hace referencia a tierra. Es aerobia y móvil por flagelo polar. Forma colonias circulares e incoloras. Catalasa y oxidasa positivas. Temperatura óptima de crecimiento de 30 °C. Se ha aislado de suelo agrícola en Tailandia. 